# Gabia pugnator
Gabia pugnator là một loài tò vò trong họ Ichneumonidae.